# Marcel Ichac
Marcel Ichac (* 22. Oktober 1906 in Rueil-Malmaison, Hauts-de-Seine; † 9. April 1994) war ein französischer Bergsteiger, Filmregisseur und Pionier des Bergfilms.
Er war 1950 an der legendären französischen Annapurna-Expedition beteiligt, die zur ersten Besteigung eines Achttausenders führte.